# France 3 Centre-Val de Loire
 (juillet 2023).
France 3 Centre-Val de Loire est une des vingt-quatre antennes métropolitaines de proximité de France Télévisions, émettant sur la région Centre-Val de Loire, et basée à Orléans.

## Histoire de la chaîne

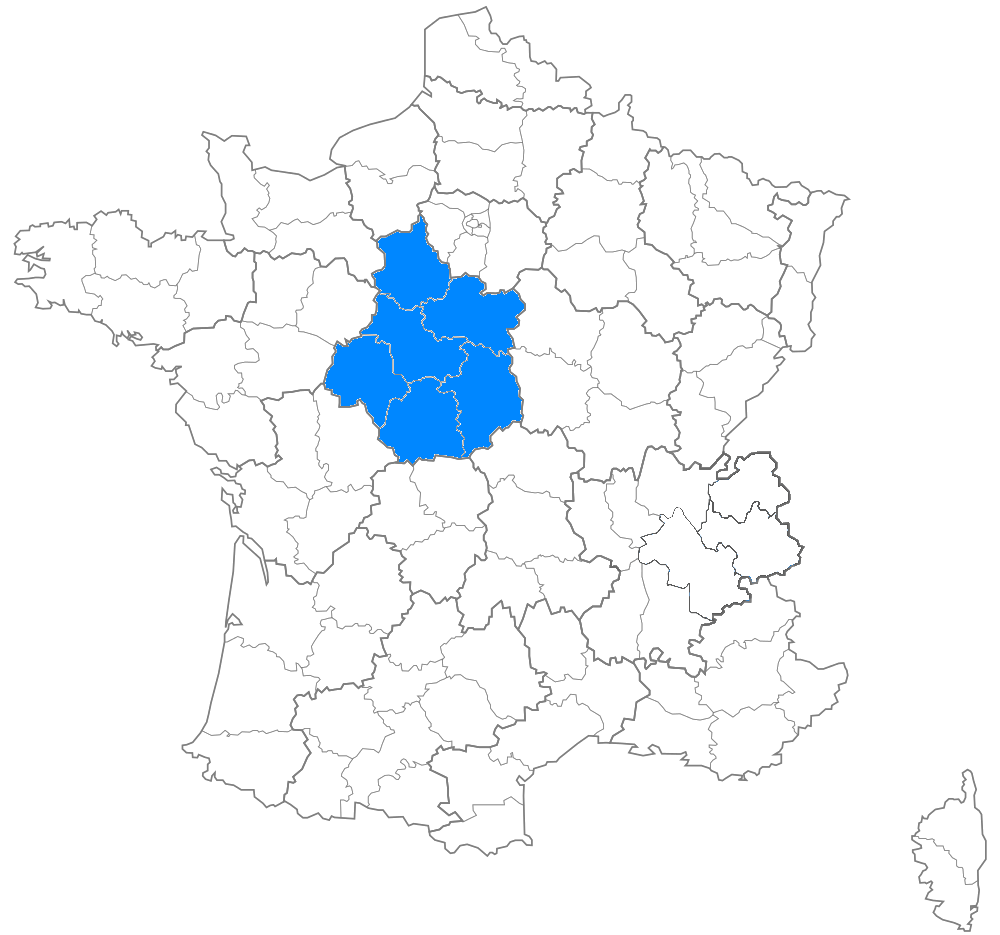
Zone d'émission TNT de France 3 Centre-Val de Loire

La R.T.F. Île-de-France crée un Centre d'Actualités Télévisés (CAT) à Neuvy-Deux-Clochers dans le Cher le 30 janvier 1964 qui est rattaché à celui de Paris. Des bureaux de tournage furent créés, dont, pour la petite histoire, un bureau sis dans la Maison de la Culture à Bourges. Le premier studio fut installé au pied de l'Émetteur de Neuvy-Deux-Clochers, ainsi que des laboratoires de développement film. Il produit et diffuse chaque soir sur la première chaîne un journal télévisé régional en noir et blanc, les actualités étant tournées sur de la pellicule argentique, en parallèle à celui déjà diffusé en Île-de-France.
En 1971, l'O.R.T.F. déménage les locaux de Neuvy-Deux-Clochers vers la toute nouvelle capitale régionale, Orléans, où sont bâtis studios et laboratoires.
À la suite de l'éclatement de l'O.R.T.F., la chaîne devient FR3 Paris Normandie Centre le 6 janvier 1975 et les programmes régionaux passent de la deuxième à la troisième chaîne.
L'information régionale est diffusée tous les jours de 19h10 à 19h30 dans le cadre du 19/20 dès 1990 avec des éditions distinctes de celles des Franciliens pour les téléspectateurs de la région Centre. Avec également des documentaires et des magazines, la chaîne propose à ses téléspectateurs un nouveau point de vue sur la région.
À la suite de la création de France Télévision le 7 septembre 1992, FR3 Paris Île-de-France Centre devient France 3 Paris Île-de-France Centre.
La réunion de deux régions ayant peu de points en commun a toujours posé des soucis : d'une part, une région identifiée à la capitale de la France, géographiquement limitée, avec une population dense et très diverse, d'autre part, une région grande comme la Belgique, avec un habitat assez dispersé, a conduit (avec difficulté) à faire reconnaître la nécessité de développer des émissions régionales distinctes, tant au niveau des programmes que des journaux.
Jusqu'en 2009, France 3 Paris Île-de-France Centre possède une sous-antenne régionale, France 3 Centre, et propose en début de soirée trois journaux d'information locale : 19/20 Berry, 19/20 Orléans et 19/20 Touraine.
Jusqu'à la séparation des deux entités, France 3 Île-de-France et France 3 Centre avaient cependant deux météos communes, celles des midis du weekend (samedi et dimanche), et celle correspondant à l'ancien créneau régional du dimanche, autour de 17h15 en fin de décrochage régional.
La loi relative à la communication audiovisuelle et au nouveau service public de la télévisions (loi no 2009-258) publiée au J.O. le 5 mars 2009, donne un nouveau cadre juridique à France Télévisions qui devient une entreprise commune regroupant France 2, France 3, France 4, France 5 et RFO.
Depuis le 4 janvier 2010, une nouvelle organisation de France 3 a été mise en place dans le cadre de l'entreprise unique. L’un des changements majeurs pour France 3 est la suppression de ses 13 directions régionales remplacées par quatre pôles de gouvernance (Nord-Est, Nord-Ouest, Sud Ouest et Sud-est) localisés dans quatre grandes villes de France, celui du Nord-Ouest ayant été attribué à Rennes au détriment de Paris. Les régions sont redécoupées en 24 antennes dites de proximité. Le bureau régional d'information d'Orléans cesse de dépendre de celui de Vanves, qui a perdu son rôle de direction régionale, pour devenir autonome. France 3 Paris Île-de-France Centre se scinde alors en deux antennes de proximité : France 3 Paris Île-de-France et France 3 Centre.
Le 18 mars 2015, pour marquer le changement de nom de la région Centre-Val de Loire, France 3 Centre devient France 3 Centre-Val de Loire.
À compter du 1er janvier 2017, le découpage de France 3 en régions va se conformer aux nouvelles régions administratives : pour la région Centre, qui a gardé le même périmètre, France 3 Centre-Val-de-Loire deviendra une région autonome en matière de programmes et d'obligations éditoriales.

## Identité visuelle
Le 29 janvier 2018, France 3 dévoile le nouveau logo pour la région Centre-Val de Loire et qui mise à l'antenne depuis le même jour.

### Identité visuelle (logo)

Logo de FR3 Paris Île-de-France Centre du 6 mai 1986 au 6 septembre 1992.
Logo de France 3 Paris Île-de-France Centre du 7 septembre 1992 au 6 janvier 2002.
Logo de France 3 Paris Île-de-France Centre du 7 janvier 2002 au 6 avril 2008.
Logo de France 3 Paris Île-de-France Centre du 7 avril 2008 au 3 janvier 2010.
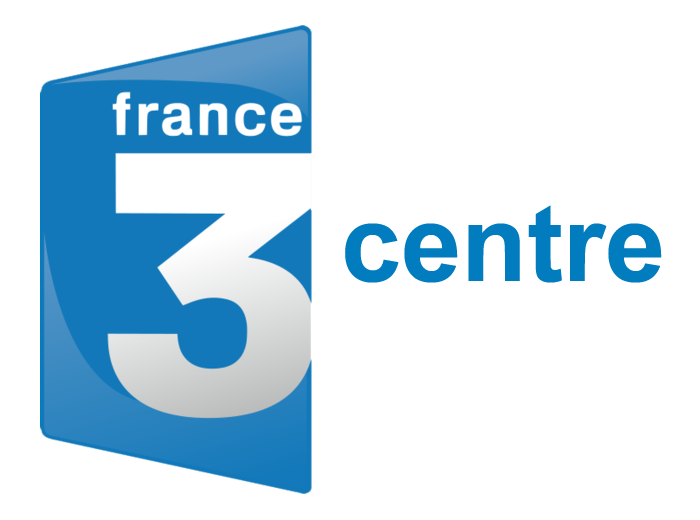
Logo de France 3 Centre du 4 janvier 2010 au 18 mars 2015.
Logo de France 3 Centre-Val de Loire du 18 mars 2015 au 28 janvier 2018.
Logo de France 3 Centre-Val de Loire depuis le 29 janvier 2018.

## Organisation

### Équipes de France 3 Centre-Val de Loire
- Directeur régional Centre-Val de Loire : Caroline Laub
- Délégué aux Antennes et aux Contenus : Olivier Couvreur
- Responsable d'exploitation : Fred François
- Rédacteur en chef France 3 Centre-Val de Loire : Antoine Denéchère
- Rédacteurs en chef adjoint : Christophe Carin / Christophe Chohin / Fabienne Marcel / Caroline Philibert / Béatrice Montoir
- Chargées d'édition numérique : Isabelle Amelot / Cécile Mette

### Mission
Depuis le 1er janvier 2017, la région France 3 Centre, devenue France 3 Centre-Val-de-Loire, est devenue une antenne à part entière, produisant ses journaux, comme auparavant, et un certain nombre de magazines, comme une émission matinale, une émission de découverte (Les Chemins Nathalie) ou des prises d'antenne exceptionnelles, pour des événements régionaux singuliers.

## Émissions régionales

### Émissions de proximité
Comme chaque station régionale de France 3, France 3 Centre-Val de Loire produit et/ou diffuse de nombreuses émissions. La plupart sont communes aux deux régions Ile-de-France et Centre, certains possèdent deux éditions spécifiques.
Les principales sont:
- Dimanche en politique : débat hebdomadaire pour revenir sur l’actualité et les grands dossiers de la région avec les élus et les personnalités de la société civile, diffusé le dimanche à 11h30. Une fois par mois, l'émission est programmée à 11h30 sur une durée de 26 minutes.
- Enquêtes de Région: magazine d'information de la rédaction, diffusée un mercredi par mois à 22h50 présenté par Antoine Wernert.
- La France en docs : documentaire hebdomadaire diffusé après le Soir 3 tous les lundis

### Journaux télévisés
- Ici Touraine matin: matinale généraliste contentant l'actualité d'hyperproximité et diffusée du Lundi au Vendredi de 6:30 à 9:00 dans le département d'Indre-et-Loire
- Ici Orléans matin: matinale généraliste contentant l'actualité d'hyperproximité et diffusée du Lundi au Vendredi de 6:30 à 9:00 dans les départements du Loiret, du Loir-et-Cher et de l'Eure-et-Loir
- Ici Berry matin: matinale généraliste contentant l'actualité d'hyperproximité et diffusée du Lundi au Vendredi de 6:30 à 9:00 dans les départements du Cher et de l'Indre
- Ici 12/13 Centre-Val de Loire: toute l'actualité régionale diffusée chaque jour de 12:15 à 12:45, présenté par Benoît Bruère
- Ici 19/20 Centre-Val de Loire : toute l'actualité régionale diffusée chaque jour de 19:15 à 19:45, présenté par Rébecca Benbourek

## Les présentateurs et animateurs

### Éditions régionales (12/13 et 19/20) (du lundi au dimanche)
- Rébecca Benbourek
- Alizé Lutran
- Benoît Bruère
- Flavien Texier
- Antoine Wernert

## Les magazines

### Dimanche en politique
- Franck Leroy
- Xavier Naizet

Tous les dimanches à 11h25.

### Enquêtes de Région
- Antoine Wernert

Un mercredi par mois le soir à partir de 23h05

### Vous êtes formidables
- Eloïse Bruzat
- André Deleplace

« Vous êtes formidables » est une émission d'Antenne, consacrée à la vie en région Centre, aux divertissements, à la culture et aux rubriques les plus variées.. Elle est diffusée le matin.

### Histoire de
- Jérémy Allebée

### On vous embarque!
Magazine diffusé le dimanche à 12h55, avec une équipe constituée de « Blogueurs » et « Youtubeurs » :
- David Forge
- Claudia et Clément
- Aurélie Garnier
- Benjamin Carboni
- Benjamin Névert
- Rémi Camus
- Benjamin Martinie
- Pierre Chevelle
- Victor Delaleu
- Baptist Cornobas
- Pauline Ribémont

### Renversant
Magazine de France 3 Centre Val de Loire 
- Elise Chassaing
- Raphäl Yem

## Slogans
- 1992-2001 : « France 3, la télé qui prend son temps »
- 2001-2010 : « France 3, de près, on se comprend mieux »[6]
- 2010-2011 : « France 3, avec vous, à chaque instant »
- 2011-2012 : « Entre nous, on se dit tout »
- 2012-2013 : « Vous êtes au bon endroit »
- 2013 : « Depuis 40 ans, vous êtes au bon endroit »
- Novembre 2013 : « Nos régions nous inspirent, nos régions vous inspirent »
- Septembre 2018 : « Sur France 3, vous êtes au bon endroit »